# Igor Ashurbeyli
Igor Raufovich Ashurbeyli (em azeri:  İqor Rauf oğlu Aşurbəyli;, em russo:  Игорь Рауфович Ашурбейли; nascido em 9 de setembro de 1963, Bacu, Azerbaijão) é um empresário e cientista russo. Ele foi o CEO da SPA Almaz de 2000 a 2011. Ele também foi o Presidente do Conselho da Socium Holding. Ele tem um Doutorado em Engenharia com especialização em Ciência da computação. Ele também é o criador da nação espacial Asgardia.

## Biografia
Ele nasceu em 9 de setembro de 1963, em Bacu, no Azerbaijão, um descendente de uma família nobre Azerbaijani chamada Ashurbeyov. Formou-se na Academia de Petróleo do Estado de Azerbaijão em 1985. Ele, então, fundou a Socium, que mais tarde se tornou Socium Holding, em 1988. Em 1990 Ashurbeyli mudou-se para Moscou. Ele ocupou o cargo de Vice-Gerente Geral, Primeiro Vice-Gerente Geral, Presidente do Conselho de administração e Diretor Executivo (CEO), na SPA Almaz (mais tarde rebatizada como GSKB Almaz-Antey) a partir de 1994. De 2000 a 2011, Ashurbeyli foi o CEO da SPA Almaz. A partir de 2004, ele foi o Presidente do Conselho de administração da organização sem fins Lucrativos e Não-Governamental de Especialistas da Sociedade em Defesa de Ameaças Espaciais (ESSTD). Em 2014, foi concedida à ESSTD o estado consultivo especial junto ao Conselho Econômico e Social das Nações Unidas (ECOSOC). Ele foi premiado com a Rússia de Prêmio de Ciência e Tecnologia Russo em 2010. Ashurbeyli renunciou da SPA Almaz em 2011. A partir de 2011, ele fez parte do Conselho Científico e Supervisor do KB-1 (Bureau de Design -1), uma empresa privada, e Presidente do Conselho de administração e Proprietário de Socium Holding. Ele fundou o Centro Internacional de Pesquisa Aeroespacial (AIRC), em Viena, Áustria, em 2013. Em 2014, a AIRC começou a publicação de um jornal espacial, ROOM, da qual Ashurbeyli é o editor-chefe. Em 5 de fevereiro de 2016, Ashurbeyli foi premiado com a Medalha UNESCO por suas contribuições para o desenvolvimento da nanociência e nanotecnologias, durante uma cerimônia realizada na sede da UNESCO, em Paris.
No dia 12 de outubro, em 2016, Ashubreyli anunciou em uma conferência de imprensa em Paris "O nascimento de um nova nação espacial Asgardia" em um discurso de abertura. Ele é o auto-proclamado "Pai Fundador da Asgardia".

## Vida Pessoal
Ele é casado, e tem um filho. Ele é um cidadão da Federação Russa.